# Pomatoschistus tortonesei
Pomatoschistus tortonesei es una especie de peces de la familia de los Gobiidae en el orden de los Perciformes.

## Distribución geográfica
Se encuentra en el Mar Mediterráneo: Marsala (Sicilia) y oeste de Libia.

## Observaciones
Es inofensivo para los humanos.